# Thomas Geisel

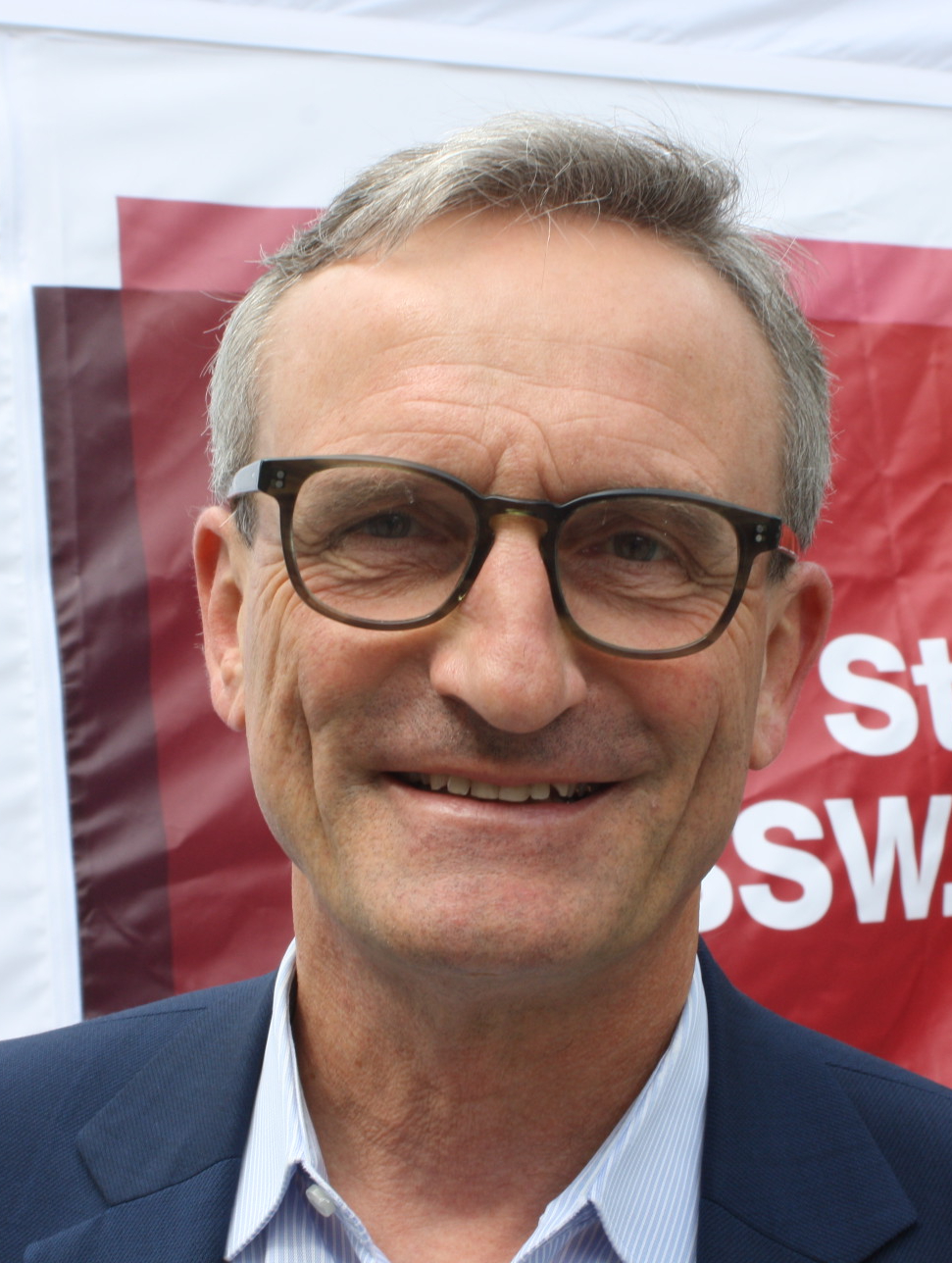
Thomas Geisel (2024)

Thomas Christian Wilhelm Geisel (* 26. Oktober 1963 in Ellwangen (Jagst)) ist ein deutscher Politiker (BSW, zuvor SPD). Von 2014 bis 2020 war er Oberbürgermeister der nordrhein-westfälischen Landeshauptstadt Düsseldorf. Bei der Europawahl 2024 war er gemeinsam mit Fabio De Masi Spitzenkandidat des BSW und erhielt ein Mandat im Europäischen Parlament.

## Leben und Beruf
Thomas Geisel wuchs in Ellwangen an der Jagst auf. Sein Vater Alfred Geisel war von 1980 bis 1996 sozialdemokratischer Vizepräsident des Landtages von Baden-Württemberg. Nach dem Abitur am Peutinger-Gymnasium Ellwangen studierte Geisel ab 1983 in Freiburg und Genf Rechts- und Politikwissenschaften. Sein Politikstudium schloss er 1988 in den Vereinigten Staaten an der Georgetown University in Washington, D.C. mit dem akademischen Grad Master of Arts ab. Die erste juristische Staatsprüfung legte er 1990 in Freiburg ab. Anschließend studierte er als Stipendiat des McCloy Academic Scholarship Program Wirtschafts- und Verwaltungswissenschaften an der John-F.-Kennedy School of Government der Harvard University, an der er 1992 den akademischen Grad des Master in Public Administration erwarb. Im Jahr 1994 legte Geisel das zweite juristische Staatsexamen in Berlin ab.
Von 1994 bis 1998 war Geisel bei der bundesunmittelbaren Treuhandanstalt und ihrer Nachfolgeorganisation Bundesanstalt für Vereinigungsbedingte Sonderaufgaben in Berlin, zunächst als Referent, ab 1995 als Abteilungsleiter tätig. In seine Zuständigkeit fiel das Vertragsmanagement für die Restrukturierung und Privatisierung der ehemaligen DDR-Chemiekombinate Buna und Leuna. Von Ende 1998 bis Ende 1999 arbeitete Geisel für das amerikanische Handelsunternehmen Enron in London und Frankfurt, zunächst im Bereich Regulierungsangelegenheiten, später im Vertrieb. Von Anfang 2000 bis Mai 2013 war Geisel bei der Ruhrgas Aktiengesellschaft, später E.ON Ruhrgas AG beschäftigt. Dort verantwortete er als Direktor den Erdgaseinkauf aus Norwegen, Deutschland und den Niederlanden.
Im Jahr 2013 wurde Geisel als Rechtsanwalt von der Düsseldorfer Anwaltskammer zugelassen, während seiner Amtszeit gab er die Zulassung zurück. Im Sommer 2021 wurde er erneut als Anwalt eingetragen und trat der Anwaltskanzlei VCvF bei; im Februar 2024 gab er diese Anwaltstätigkeit auf.
Geisel ist in zweiter Ehe verheiratet mit Vera Geisel, einer promovierten Rechtsanwältin. Im Jahr 2023 unterbrach sie im Alter von 52 Jahren die Rechtsanwaltstätigkeit, um als Model zu arbeiten. Das Paar hat vier gemeinsame Töchter, lebt aber mittlerweile getrennt. Geisels älteste Tochter stammt aus seiner ersten Ehe. Während seiner Amtszeit nahm er mehrfach am Düsseldorf-Marathon teil. Außerdem lief er 2016 den Athen-Marathon, 2018 den Chicago-Marathon und 2019 den Boston-Marathon.

## Politischer Werdegang

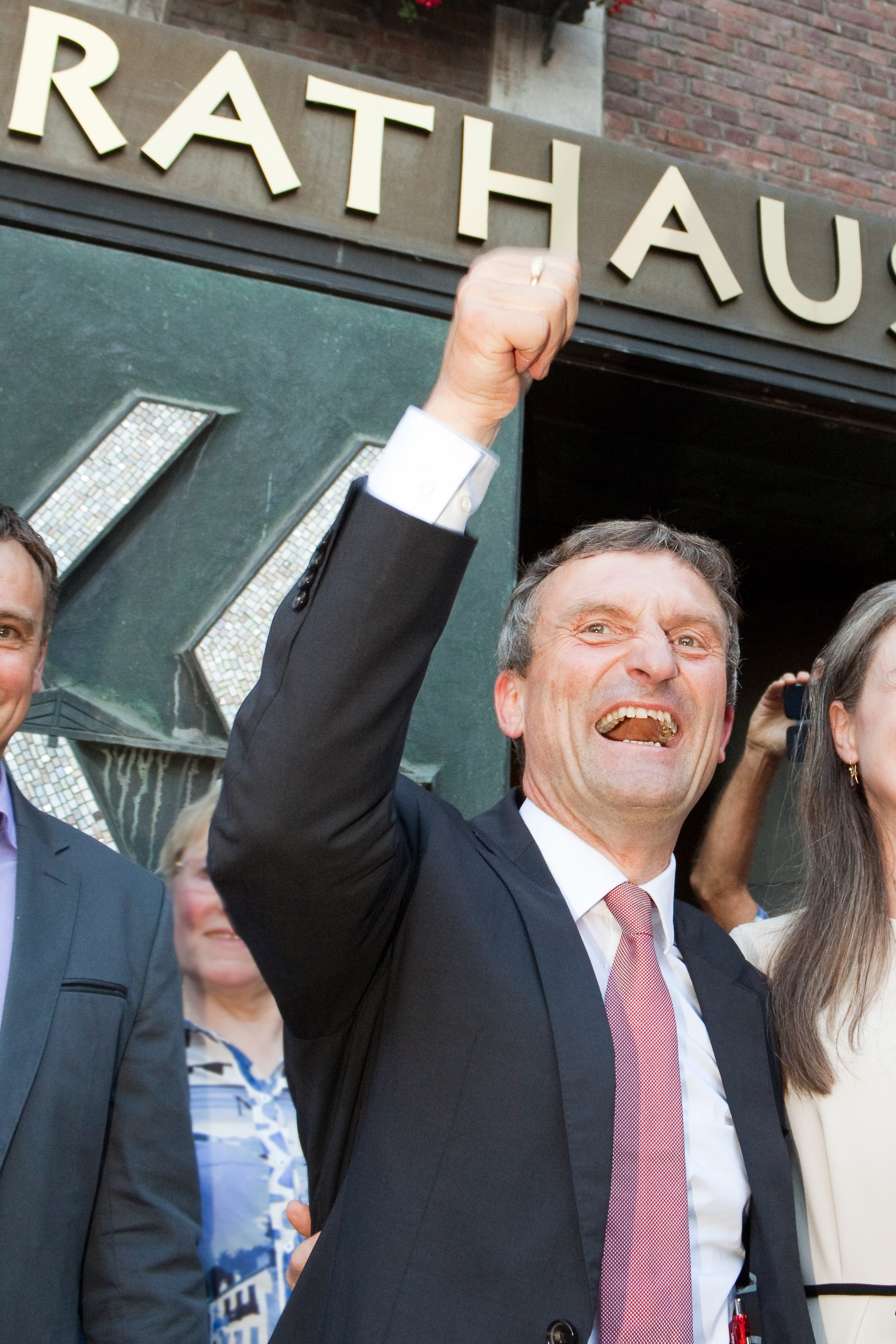
Thomas Geisel am Abend seiner Wahl zum Düsseldorfer Oberbürgermeister (2014)

### Politische Funktionen vor 2014
Geisel trat am Tag seines Abiturs im Jahr 1983 in die SPD ein, in den Ortsverein seiner Geburtsstadt Ellwangen. Im Frühjahr 1990 absolvierte er ein dreimonatiges Praktikum im Büro des US-Senators Edward Kennedy in Washington DC. Im Sommer 1990 war er Referent der SPD-Fraktion in der ersten frei gewählten Volkskammer der DDR. In den Jahren 1991 und 1992 arbeitete er für den SPD-Parteivorstand in Bonn als persönlicher Referent des Bundesgeschäftsführers Karlheinz Blessing. In den 1990er Jahren hatte er verschiedene Parteifunktionen in der Berliner SPD inne, unter anderem als stellvertretender Vorsitzender des Kreisverbandes Prenzlauer Berg.

### Oberbürgermeisterwahl 2014
Im April 2013 wurde Geisel vom Düsseldorfer SPD-Vorstand als Kandidat der Partei für das Amt des Oberbürgermeisters der Landeshauptstadt Düsseldorf vorgestellt und am 25. November 2013 mit einer Mehrheit von 98,75 % offiziell nominiert. Im Wahlkampf gelang es Geisel mit zum Teil unkonventionellen Methoden, Bekanntheit zu erlangen, etwa als Radschläger oder verkleidet als Charlie Chaplin beim Düsseldorfer Fernsehkarneval 2014. Bei der Kommunalwahl am 25. Mai 2014 verbesserte sich die SPD unter seiner Führung auf 29,3 % Prozent. Bei der gleichzeitigen Wahl zum Oberbürgermeister erreichte er 37,9 %; Amtsinhaber Dirk Elbers kam auf 46 %. Bei der anschließenden Stichwahl am 15. Juni 2014 wurde Geisel bei einer Wahlbeteiligung von 41,5 % mit einem Stimmenanteil von 59,2 % zum Oberbürgermeister gewählt.

### Oberbürgermeister der Landeshauptstadt Düsseldorf 2014 bis 2020
Schwerpunkte seiner Arbeit als Oberbürgermeister waren die Themen Wohnungsbau und Schulbau. Sein selbst gestecktes Ziel war es, jedes Jahr 3000 neue Wohnungen zu schaffen. Nachhaltig gestärkt wurde während seiner Amtszeit die städtische Wohnungsgesellschaft, die den gesamten städtischen Wohnimmobilienbesitz übernahm und selbst über 1000 neue Wohnungen auf den Weg brachte.
Für den Ausbau und Neubau von Schulen wurden in Düsseldorf zwischen 2014 und 2020 Investitionen in einer Größenordnung von über 1 Milliarde Euro beschlossen. Zur Beschleunigung des Schulbaus wurde die städtische Schulbau-Gesellschaft IPM gegründet. Ebenfalls in seine Amtszeit fallen die Beschlüsse zum Neubau von insgesamt vier städtischen Hallen- und Freibädern. Auf einer Pressekonferenz im Januar 2018 rief Geisel das Jahr 2018 zum Jahr des Städtebaus aus.

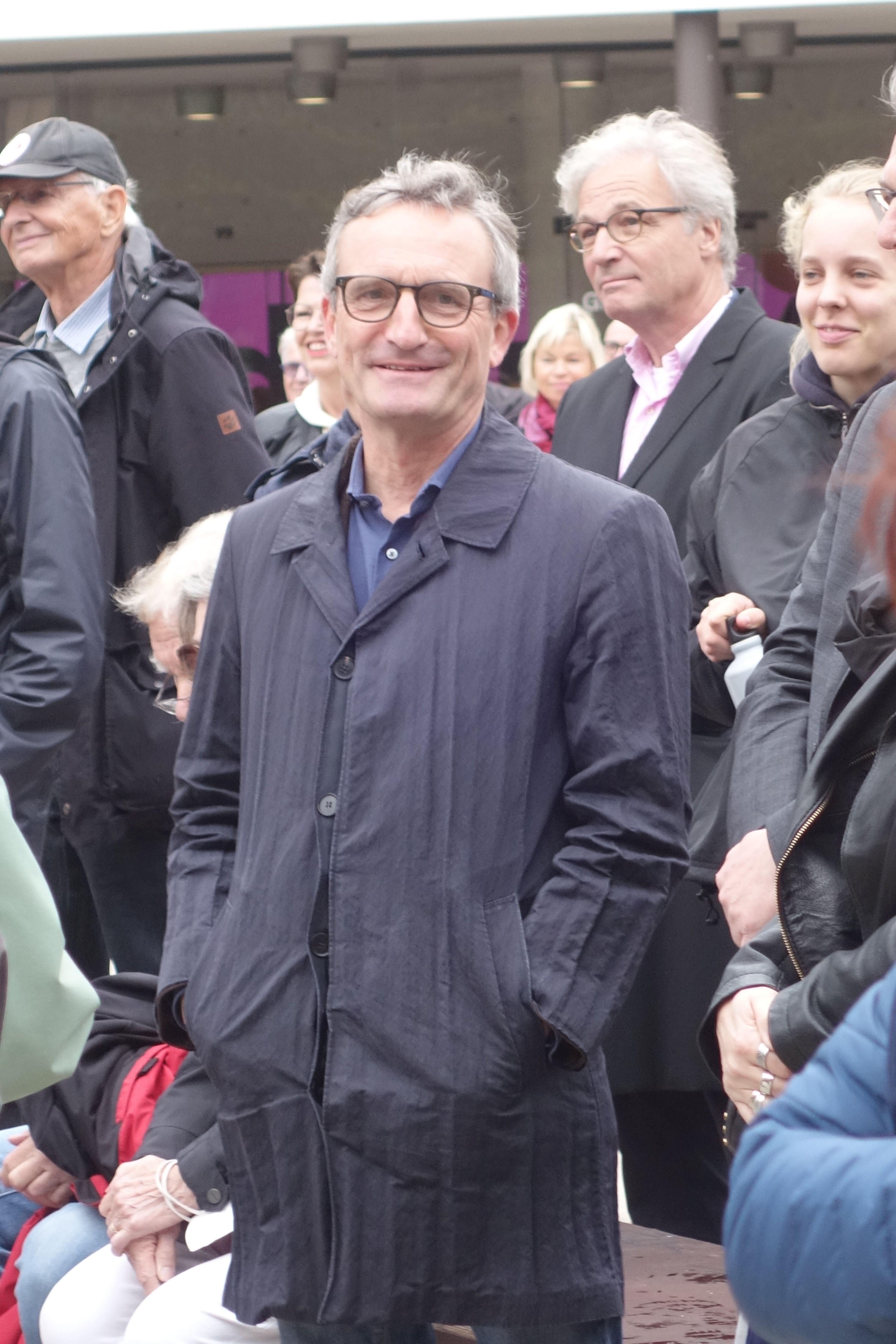
Thomas Geisel, nur Zuschauer bei der offiziellen Einweihung des von ihm mitinitiierten, neu gestalteten Gustaf-Gründgens-Platzes am 10. September 2022

In seine Amtszeit fällt die Neugestaltung des Gustaf-Gründgens-Platzes mit drei architektonischen Landmarken: dem aufwändig sanierten Schauspielhaus Düsseldorf von Bernhard Pfau, dem Dreischeibenhaus von Hartmut Hentrich und dem neuen Kaufhaus Köbogen 2 mit einer vollständig begrünten Fassade von Christoph Ingenhoven. Ebenfalls in seine Amtszeit fällt die Erweiterung des Düsseldorfer Medienhafens um das Planungsgebiet Kesselstraße sowie eine ganze Reihe von Hochhäusern im Bereich der nördlichen Stadtzugänge. Die städtebauliche Entwicklung Düsseldorfs während seiner Amtszeit wurde dokumentiert in dem Band „Düsseldorf. Metropole am Rhein“, den Geisel im April 2020 vorstellte.
Als Reaktion auf eine von Rechtsextremisten unter dem Titel „Dügida“ angemeldete Demonstration rief Geisel über die städtische Website zur Teilnahme an einer Gegendemonstration auf und verfügte, die städtischen Gebäude während der Demonstration nicht zu beleuchten. Damit wollte er dem Beispiel des Kölner Kardinals Woelki folgen, der bei einer ähnlichen Veranstaltung die Beleuchtung des Kölner Doms hatte ausschalten lassen. Eine hiergegen beim Düsseldorfer Verwaltungsgericht eingereichte Klage wurde zwar als unzulässig zurückgewiesen, die hiergegen eingereichte Berufung beim Oberverwaltungsgericht war zumindest insofern erfolgreich, als Geisels Anordnung, die Beleuchtung städtischer Gebäude auszuschalten, rechtswidrig gewesen sei. Das Bundesverwaltungsgericht stellte am 13. September 2017 in letzter Instanz fest, dass auch Geisels Aufruf zur Teilnahme an der Gegendemonstration rechtswidrig gewesen sei.
Für die Düsseldorfer Flüchtlingspolitik wurde Geisel im Frühjahr 2016 mit dem „Robert & JoAnn Bendetsen Award“ der Tufts-Universität in Boston ausgezeichnet. In einem Schreiben an Bundeskanzlerin Merkel, das er gemeinsam mit der Oberbürgermeisterin von Köln, Henriette Reker, und Bonns Oberbürgermeister Ashok Sridharan unterzeichnet hatte, setzte sich Geisel für die Aufnahme von aus Seenot geretteten Flüchtlingen ein.
Während seiner Amtszeit begründete die Stadt Düsseldorf Städtepartnerschaften mit der sizilianischen Stadt Palermo sowie der japanischen Präfektur Chiba in der Nähe von Tokio. Im Rahmen des vom ehemaligen Bürgermeister von Montréal, Denis Coderre, gegründeten Netzwerks „Living Together“ veranstaltete Düsseldorf im August 2019 eine internationale Bürgermeisterkonferenz mit 38 teilnehmenden Städten aus 28 Ländern. Geisel trat auch der Organisation „Mayors for Peace“ bei.
Für bundesweites Aufsehen sorgte der sogenannte Sparkassenstreit, den Geisel mit der Beanstandung des Beschlusses des Verwaltungsrates der Stadtsparkasse Düsseldorf ausgelöst hatte, durch den der Jahresabschluss des Instituts für das Jahr 2014 festgestellt wurde. Geisel rügte in der Beanstandung, die Feststellung des Jahresabschlusses sei rechtswidrig, da der Vorstand der Stadtsparkasse bei der Aufstellung des Jahresabschlusses die Interessen des Trägers nicht berücksichtigt habe. Insbesondere die Bildung von Vorsorgereserven, durch die praktisch das gesamte Jahresergebnis der Entscheidung des Verwaltungsrates entzogen würde, verletze das Recht. Die Sparkassenaufsicht im Finanzministerium des Landes Nordrhein-Westfalen gab Geisel recht, machte aber keine konkreten Vorgaben über die tatsächlich zulässige Höhe. Der Streit wurde schließlich beigelegt durch eine Ausschüttung der Stadtsparkasse Düsseldorf in Höhe von 25 Millionen Euro für die beiden Geschäftsjahre 2014 und 2015.
Im November 2015 beschloss der Düsseldorfer Stadtrat mit einer Stimme Mehrheit, dass die Stadt sich um die Ausrichtung des Grand Départs der Tour de France 2017 bewerben solle. Im Dezember erhielt Düsseldorf den Zuschlag vom Tour-Ausrichter ASO. Die Kosten der Tour beschäftigten mehrmals den Rat. Statt der ursprünglich geplanten 11 Millionen Euro beliefen sie sich am Ende auf 15,8 Millionen Euro. Geisel machte hierfür insbesondere zusätzlichen Sicherheitsaufwand geltend und musste einräumen, dass sich die geplanten Einnahmen aus dem Verkauf von VIP-Tickets aufgrund verschärfter Compliance-Regeln nicht realisieren ließen. Allerdings konnten erheblich höhere Einnahmen aus Sponsorenverträgen realisiert werden, beispielsweise durch den Verkauf eines Fotos mit Tour-de-France-Motiv des Düsseldorfer Fotokünstlers Andreas Gursky. Am Ende verblieb ein Defizit in Höhe von rund 7,8 Millionen Euro für den Tour-Start, den circa eine Million Menschen in Düsseldorf miterlebten, sowie weitere Hunderttausende in der gesamten Region bis zur belgischen Grenze.
Anlässlich einer Ahmadiyya-Ausstellung im Düsseldorfer Rathaus 2017 kritisierte die CDU Geisel, weil er eine öffentliche Plattform für fundamentalistisches Gedankengut böte (Kopftuchgebot, Polygamie nur für den Mann etc.). Ahmadiyya ginge es nicht um Gleichberechtigung der Geschlechter, gemäß dem Grundgesetz. Besonders kritisiert wurde Geisel, er würde der Sekte verharmlosend ein nur „konservatives, vielleicht sogar reaktionäres Familien- und Frauenbild“ bescheinigen. Geisel meinte, konservative Ansichten gehörten nicht grundsätzlich auf den Index; das würde auch für christliche Gruppen gelten.
Während der Coronapandemie kritisierte Geisel wiederholt das Krisenmanagement der Bundesregierung. Insbesondere bemängelte er, dass allgemeine Freiheitsbeschränkungen verfügt wurden, anstatt sich auf den Schutz der Risikogruppen zu konzentrieren. Er vertrat die Auffassung, dass es nicht altersdiskriminierend, sondern es vielmehr Gebot der gesellschaftlichen Solidarität sei, den Risikogruppen ein Maximum an Teilhabe am gesellschaftlichen Leben zu ermöglichen und sie gleichzeitig vor dem Risiko einer Ansteckung zu schützen. Vor dem Hintergrund der extrem geringen Letalität von COVID bei Kindern und Jugendlichen kritisierte er die Schließung von Schulen und Kindergärten und verwies auf die hierdurch verursachten psychischen Kollateralschäden.

### Oberbürgermeisterwahl 2020
Für die Kommunalwahl am 13. September 2020 wurde Geisel erneut von der SPD als Spitzenkandidat der Ratsliste und als Kandidaten für das Amt des Oberbürgermeisters nominiert. Bei der Delegiertenversammlung erhielt er 95,5 % der abgegebenen Stimmen.
Im Kommunalwahlkampf wurden von seinen Herausforderern, dem Christdemokraten Stephan Keller und der FDP-Kandidatin Marie-Agnes Strack-Zimmermann, insbesondere die Umweltspuren kritisiert, die mit Zustimmung Geisels in den Luftreinhalteplan der Bezirksregierung Düsseldorf aufgenommen worden waren, um vor dem Hintergrund einer Klage der Deutschen Umwelthilfe ein drohendes Dieselfahrverbot abzuwenden. Ebenfalls auf erhebliche Kritik stieß ein sogenannter Pop-up-Radweg entlang des Rheins, der von Geisel persönlich eingeweiht und später als Fehler bezeichnet wurde. Für bundesweites Aufsehen sorgte Geisels Versuch, durch ein Video mit dem Rapper Farid Bang Jugendliche zur Einhaltung der Regelungen der Corona-Schutzverordnung zu ermahnen. Mit Hinweis auf die „frauenverachtenden und gewaltverherrlichenden“ Texte des Rappers gab es vielfache Kritik, auch die SPD distanzierte sich von der Aktion Geisels.
Bei der Kommunalwahl erreichte Geisel im ersten Wahlgang 26,27 % der abgegebenen Stimmen; sein Herausforderer Stephan Keller (CDU) kam auf 34,1 %. Bei der Stichwahl am 27. September 2020 siegte  Keller mit 56 % der abgegebenen Stimmen. Die Amtsübergabe erfolgte am 2. November 2020.
Nach der Wahlniederlage verzichtete Geisel auf sein Mandat im Rat der Landeshauptstadt Düsseldorf.

### Bündnis Sahra Wagenknecht
Geisel war am 8. Januar 2024 Gründungsmitglied der Partei Bündnis Sahra Wagenknecht (BSW). Zugleich trat er aus der SPD aus, von der er noch kurz zuvor für 40 Jahre Mitgliedschaft geehrt worden war. Als einer der beiden Spitzenkandidaten der Partei für die Europawahl 2024 nahm er zu Pfingsten desselben Jahres am Landesparteitag des BSW Sachsen in Dresden teil, auf dem das Wahlprogramm für die Landtagswahl in Sachsen 2024 beschlossen wurde. Bei der Europawahl 2024 war er Kandidat auf BSW-Listenplatz 2 und erhielt ein Mandat für das Europäische Parlament. Seine erstmals angetretene Partei erhielt in Düsseldorf 4,8 % der abgegebenen Stimmen.

### Positionen
Äußerungen zum russischen Überfall auf die Ukraine von Thomas Geisel im April 2022 wurden innerhalb und außerhalb der SPD  heftig kritisiert, unter anderem wegen der Aussage: „Aber werden durch die ukrainische Genozid-Rhetorik nicht letztlich die Kriegsverbrechen von Srebrenica, My Lai und Babiyar (Babyn Jar), um nur einige zu nennen, und vielleicht auch die Bombennacht von Dresden, der angeblich 30.000 Menschen zum Opfer fielen, bagatellisiert?“

## Buchveröffentlichungen
- Düsseldorf persönlich, Droste Verlag, Düsseldorf 2019
- Mit Dieter Nellen, Cornelia Zuschke: Düsseldorf. Metropole am Rhein. Stadtentwicklung und Städtebau 2015 – 2020 – 2025. Stadt Düsseldorf (Hrsg.), Jovis Verlag, Berlin 2020
- Grenzgänger. Sechs Jahre Leben für die Politik. Erinnerungen eines Düsseldorfer Oberbürgermeisters, Droste Verlag, Düsseldorf 2021[58]